# Kyoto Sanga F.C.
Kyoto Sanga F.C. (jap. 京都サンガF.C.) – japoński klub piłkarski, grający obecnie w J1 League, mający siedzibę w mieście Kioto, leżącym na wyspie Honsiu.

## Historia
Klub został założony w 1922 roku jako Kyoto Shiko Club (京都紫光クラブ). Stał się jednym z nielicznych klubów w Japonii, który nie był zespołem zakładowym żadnego z koncernów przemysłowych. Z tego też powodu nie mógł przystąpić do rozgrywek Japan Soccer League. W 1993 roku po utworzeniu profesjonalnej ligi J-League Kyoto Shiko Cub także uzyskał status profesjonalny i przystąpił do rozgrywek Japa Football League.
Swój pierwszy sezon w J-League Kyoto Sanga rozegrał w 1996 roku. Do 2000 roku występował w pierwszej lidze i wtedy też został po raz pierwszy zdegradowany do drugiej. W 2001 roku został mistrzem drugiej ligi, a w latach 2003 i 2006 ponownie spadał o klasę niżej stając się tym samym zespołem o największej liczbie degradacji w historii J-League. Od 2007 roku zespół ponownie gra w pierwszej lidze, uzyskując do niej awans po raz czwarty w swojej historii. w 2010 roku po raz kolejny spadł do drugiej ligi

## Sukcesy
All Japan Senior Football Championship (jako Kyoto Shiko)
1988
Puchar Cesarza
2002
J. League Division 2
2001, 2005

## Reprezentanci kraju grający w klubie (od czasu utworzenia J-League)
- Yutaka Akita
- Masahiro Andō
- Yasuhito Endō
- Teruo Iwamoto
- Teruaki Kurobe
- Hisashi Kurosaki
- Daisuke Matsui
- Shigetetsu Matsunaga
- Kazuyoshi Miura
- Shigeyoshi Mochizuki
- Yūsuke Mori
- Ryūzō Morioka
- Shigeru Morioka
- Hajime Moriyasu
- Tadashi Nakamura
- Ruy Ramos
- Yūto Satō
- Hirano Takashi
- Takahiro Yamada
- Atsushi Yanagisawa
- Alex Wilkinson
- Ned Zelic
- Baltazar
- Silas
- Ahn Hyo-yun
- Choi Yong-soo
- Ko Jong-Soo
- Park Ji-sung
- Daniel Sanabria
- Aureliano Torres
- Santiago Ostolaza

## Trenerzy od 1993 roku
| Imię i nazwisko     | Nat.               | Okres pracy |
| ------------------- | ------------------ | ----------- |
| Takeshi Takama      | Japonia            | 1993        |
| Seishirō Shimatani  | Japonia            | 1994        |
| Jorge Yonashiro     | Japonia            | 1994        |
| José Oscar Bernardi | Brazylia           | 1995-1996   |
| Jorge Yonashiro     | Japonia            | 1996        |
| Pedro Rocha         | Urugwaj            | 1997        |
| Marius Johan Ooft   | Holandia           | 1998        |
| Hidehiko Shimizu    | Japonia            | 1998-1999   |
| Bunji Kimura        | Japonia            | 1999        |
| Shu Kamo            | Japonia            | 1999-2000   |
| Gert Engels         | Niemcy             | 2000-2003   |
| Bunji Kimura        | Japonia            | 2003        |
| Pim Verbeek         | Holandia           | 2003        |
| Bunji Kimura        | Japonia            | 2003        |
| Akihiro Nishimura   | Japonia            | 2004        |
| Kōichi Hashiratani  | Japonia            | 2004-2006   |
| Naohiko Minobe      | Japonia            | 2006-2007   |
| Hisashi Katō        | Japonia            | 2007-2010   |
| Yutaka Akita        | Japonia            | 2010-2011   |
| Takeshi Ōki         | Japonia            | 2011-2014   |
| Valdeir Vieira      | Brazylia           | 2014        |
| Ryōichi Kawakatsu   | Japonia            | 2014-2015   |
| Masahiro Wada       | Japonia            | 2015        |
| Kiyotaka Ishimaru   | Japonia            | 2015-2016   |
| Takanori Nunobe     | Japonia            | 2017-2018   |
| Boško Gjurovski     | Macedonia Północna | 2018-2019   |
| Ichizō Nakata       | Japonia            | 2019-2020   |
| Noritada Saneyoshi  | Japonia            | 2020-2021   |
| Cho Kwi-jae         | Korea Południowa   | 2021-       |